# Bioluminescência fúngica
A bioluminescência fúngica, também chamado de fogo-fátuo e luminescência de madeira podre,  é a bioluminescência criada por algumas espécies de fungos presentes na madeira em decomposição. O brilho verde-azulado é atribuído a uma luciferase, uma enzima oxidativa, que emite luz ao reagir com uma luciferina. O fenômeno é conhecido desde os tempos antigos, tendo sua origem determinada em 1823.

## Descrição
Luminescência fúngica é a bioluminescência criada por algumas espécies de fungos presentes na madeira em decomposição. Ocorre em várias espécies, incluindo Panellus stipticus, Omphalotus olearius e Omphalotus nidiformis. O brilho verde-azulado é atribuído à luciferina, que emite luz após oxidação catalisada pela enzima luciferase. Alguns acreditam que a luz atrai insetos para espalhar esporos, ou atua como um aviso para animais famintos, como as cores brilhantes exibidas por algumas espécies animais venenosas ou desagradáveis.  Embora geralmente seja muito suave, em alguns casos o fenômeno é brilhante o suficiente para ser lido. 

## História
A documentação mais antiga registrada sobre a bioluminescência fúngica é de 382 AC, por Aristóteles,  cujas notas se referem a uma luz que, ao contrário do fogo, era fria ao toque. O pensador romano Plínio, o Velho, ⁣ também mencionou a madeira brilhante nos olivais. 
A luminescência fúngica foi usado para iluminar os ponteiros do barômetro e da bússola do Turtle, um dos primeiros submarinos.  Acredita-se comumente que isso tenha sido sugerido por Benjamin Franklin; uma leitura da correspondência de Benjamin Gale, no entanto, mostra que Benjamin Franklin só foi consultado sobre formas alternativas de iluminação quando as baixas temperaturas tornaram a bioluminescência dos fungos inativa.
Depois de muitas outras referências literárias à bioluminescência fúngica por cientistas e naturalistas antigos, sua causa foi descoberta em 1823. O brilho emitido pelas vigas de suporte de madeira nas minas foi examinado e descobriu-se que a luminescência vinha do crescimento de fungos. 
Em inglês, esse fenômeno é chamado de firefox, onde o "fox" pode ter derivado de uma antiga palavra do francês, faux, que significa falso, e não raposa em inglês. A associação de raposas com as luzes, entretanto, é difundida e ocorre também no folclore japonês. 

## Links externos
- Foxfire: Bioluminescência na Floresta Arquivo PDF por Dr. Kim D. Coder, Universidade da Geórgia 8/99
- Fungos bioluminescentes em Mykoweb